# Malva parviflora
Malva parviflora è un'erba annuale o perenne originaria dell'Africa settentrionale, dell'Europa e dell'Asia ed è naturalizzata altrove. Cresce tipicamente su terreni agricoli e in siti dove la terra è appena stata smossa, come i bordi delle strade.
Gli estratti delle foglie di M. parviflora possiedono proprietà antinfiammatorie e antiossidanti. In alcune condizioni, le foglie e i semi della pianta possono essere tossici per il bestiame e il pollame a causa dell'accumulo di nitrati.
Ha portamento decumbente o eretto, crescendo fino a 50–80 cm di altezza.. Le foglie hanno da 5 a 7 lobi e sono larghe 8–10 cm. I bordi dei lobi sono dentellati e rotondi, con pelosità variabile. Ha piccoli fiori bianchi o rosa alla base dei piccioli delle foglie; i fiori hanno petali lunghi da 4 a 10 mm. I semi di 2 mm di lunghezza sono bruno-rossastri e a forma di rene.
Le piante appena germogliate hanno cotiledoni glabri, a forma di cuore con lunghi steli. Questi cotiledoni sono lunghi 3–12 mm e larghi 3–8 mm. Gli steli di solito presentano peluria. La prima foglia è più rotonda e più grande delle altre. Le vere foglie sono rotonde e leggermente lobate con bordi ondulati e dentati poco profondi e una macchia rossa alla base della foglia. La pianta sviluppa rapidamente un fittone profondo.